# Timszer
Timszer (ros. Тимшер) – osiedle w Rosji, w Republice Komi, w rejonie ust-kułomskim. W 2010 liczyło 1082 mieszkańców.